# Kalijev permanganat
Kalijev permanganat (kalijev(VII) manganat, hipermangan, KMnO4) je anorganski kemijski spoj.

## Svojstva i osobine
Tvori tvrde male kristale svjetlucava metalnoga sjaja, tamnocrvene boje, koja zbog površinske redukcije često prelazi u ljubičastu. Boja ovisi o veličini čestica, a one pak ovise o načinu priprave.
Dobro se otapa u vodi (pa voda prima ljubičastu boju) i organskim otapalima (npr. piridin, octena kiselina, metanol i aceton), ali njih sporije oksidira. Snažan je oksidans i sam od sebe oksidira organske tvari.

## Dobivanje
Otkrio ga je 1774. C. W. Scheele, a iste ga je godine izolirao J. Gahn.
Dobiva se taljenjem piroluzita s kalijevim hidroksidom te elektrolitičkom oksidacijom otopine nastaloga manganata.

## Upotreba
Služi kao jako oksidacijsko sredstvo pa se primjenjuje kao dezinficijens u kemiji, za obezbojivanje i bijeljenje (svile, pamuka, lana, slame, kože, kudjelje, ulja, voskova i masti,), pročišćavanje voda i onečišćena zraka, za uklanjanje različitih primjesa iz organskih otapala, pri proizvodnji stakla, kao tvar za dekontaminaciju prilikom izlaganja radioaktivnim tvarima (medicina - radiologija), važan je analitički reagens u laboratorijima pri kemijskoj analizi, u sanaciji kožnih bolesti (npr. dezinfekcija rana i dezinfekcija kod vodenih kozica), izbjeljivanju zubi, itd.